# Matilda Lutz
Matilda Lutz (italià: Matilda Anna Ingrid Lutz)  (Milà, 28 de gener de 1992) és una model i actriu italiana, coneguda sobretot per la seva interpretació de Red Sonja a la pel·lícula homònima de 2024. És filla del fotògraf estatunidenc Elliston Lutz i de la model italiana Maria Licci.
El 2017, va protagonitzar la pel·lícula de terror Rings i el thriller d'acció Revenge. També va aparèixer a la sèrie de Netflix Els Mèdici: senyors de Florència en el paper de Simonetta Vespucci.